# Georges Dubœuf
Georges Dubœuf, né le 14 avril 1933 à Crêches-sur-Saône et mort le 4 janvier 2020 à Mâcon, est un négociant français issu d'une famille de vignerons, fondateur des « Vins Georges Dubœuf », entreprise notamment connue comme marque de beaujolais présente à l'export.

## Biographie
En 1950, Georges Dubœuf crée en association un groupement de producteurs « L'Écrin Mâconnais-Beaujolais » pour promouvoir les vins de ces terroirs : il est frustré de voir les pouilly-fuissé du vignoble familial revendus à des prix dérisoires par des négociants régionaux. Il débute en visitant les restaurateurs du sud de la Bourgogne, de Bresse, du Lyonnais. Georges Blanc, le cuisinier-restaurateur du « Chapon fin » à Thoissey, est l'un de ses premiers clients renommés, Paul Bocuse et Jean Troisgros collaborent bientôt aussi avec lui.
Ayant bricolé une chaîne d'embouteillage qu'il attelle sur une vieille camionnette, il sillonne les villages du Beaujolais et du Mâconnais, réussissant à convaincre une quarantaine de vignerons de travailler régulièrement avec lui.
En 1964, il crée les « Vins Georges Dubœuf », dont l'activité s'étendra plus tard à d'autres régions. De grands restaurateurs apportent leur soutien, notamment lors d'opérations de promotion à l'étranger.
En 1993, il aménage dans l'ancienne gare de Romanèche-Thorins (Saône-et-Loire) un musée nommé le « Hameau du vin », consacré à l'art de la culture de la vigne et de la vinification, et un lieu de vente. Trente ans plus tard, le site accueille quelque 80 000 visiteurs par an.
Parfois surnommé « le roi du Beaujolais », Georges Dubœuf confie la direction de l'entreprise de négociant-éleveur à son fils Franck Dubœuf en 2018. La génération suivante, représentée par le petit-fils Adrien Dubœuf-Lacombe, a également rejoint l’aventure familiale.
La maison achète la production de quelque quatre cents vignerons et s'approvisionne dans une vingtaine de caves coopératives pour produire, estime-t-on en 2005, plus de trente millions de bouteilles par an.

## Publications
- Avec Henri Elwing, Beaujolais, vin du citoyen, éditions Jean-Claude Lattès, 1989[10].
- avec Jean Orizet, Beaujolais, la passion en partage, Le Cherche midi, 2016[11].